# Авл Вергіній Трікост Целіомонтан (консул 494 року до н. е.)
Авл Вергі́ній Тріко́ст Целіомонта́н (лат. Aulus Virginius Tricostus Caeliomontanus; ? — після 487 до н. е.) — політичний, державний і військовий діяч ранньої Римської республіки, консул 494 до н. е.

## Життєпис
Походив з патриціанського роду Вергініїв. Син Авла Вергінія Трікоста Целіомонтана. Про молоді роки немає відомостей.
У 494 до н. е. його обрано консулом разом з Титом Ветурієм Геміном Цикуріном. Тоді тривала Перша Латинська війна. Разом з колегою розпочав набір війська, чим викликав невдоволення плебсу. Тому сенат призначив диктатора Манія Валерія Волуза Максима. Авлу Вергінію було доручено очолити кампанію проти вольсків. Він на чолі 3 легіонів успішно діяв проти ворогів, захопивши місто Велетрі, де заснував римську колонію.
Проте в цей час плебеї виступили проти патриціїв і пішли на Священну гору (так звана сецесія), що одразу призводило до припинення економічного життя в Римі. Тому було сформована комісія з 10 сенаторів, куди увійшов Авл Вергі́ній, для перемовин з плебеями.
У 487 до н. е. як військовий трибун брав участь у війні проти вольсків. Про подальшу долю його немає відомостей.

## Родина
- Авл Вергіній Трікост Целіомонтан, консул 469 до н. е.
- Спурій Вергіній Трікост Целіомонтан, консул 456 до н. е.